# Grammatica storica
La grammatica storica o grammatica diacronica è la rappresentazione di una lingua nella sua evoluzione nel tempo. Mentre la grammatica sincronica si concentra sulla lingua in una determinata fase cronologica, la grammatica diacronica prende in considerazione l'intero arco temporale che da un certo stadio della lingua ha portato ad un altro.
Ad esempio, lo studio sincronico del latino classico indaga e descrive il latino scritto del periodo basso imperiale; la grammatica sincronica dell'italiano moderno prende in considerazione la lingua italiana usata oggi; la grammatica diacronica dell'italiano invece considera l'intero percorso che da un certo stadio, quello del latino classico, ha portato allo stadio attuale, passando attraverso il latino volgare (che mostra caratteristiche del latino ma anche delle lingue romanze).
Il passaggio da uno stadio ad un altro è ricondotto a fenomeni di mutamento linguistico che vanno ad intaccare il sistema della lingua, prima presentandosi come semplici variazioni, poi modificandolo in modo stabile. Tali fenomeni sono indagati dalla linguistica storica.

## Opere di grammatica storica
Tradizionalmente l'indagine dell'evoluzione diacronica di una lingua si articola negli stessi rami che caratterizzano le opere di grammatica sincronica:
- Fonologia
- Morfologia
- Sintassi
- Lessico

### Opere sulle lingue romanze
Heinrich Lausberg
La più importante opera di grammatica storica romanza, tradotta in italiano, è Linguistica romanza, manuale del tedesco Heinrich Lausberg. Composto di due volumi, usciti a partire dal 1956, è stato tradotto in italiano nel 1971 ad opera di Nicolò Pasero.
Nel I volume è contenuto il manuale vero e proprio, che introduce alla disciplina spiegando Posizione e significato della linguistica romanza. Nell'accezione di linguistica di Lausberg è compresa anche la filologia, e gli argomenti trattati sono simili a quelli dei manuali odierni di filologia, come ad esempio il Manuale di linguistica e filologia romanza di Lorenzo Renzi e Alvise Andreose.
Alla descrizione delle lingue romanze segue una loro classificazione, con delle proposte originali dell'autore che faranno da base a molti studi linguistici successivi. Celebre è l'individuazione nella «zona arcaica lucana» di tre aree, distinte dal diverso sistema vocalico, rispettivamente di tipo romeno, sardo e siciliano. L'area lucana con vocalismo sardo verrà successivamente chiamata da parte di molti studiosi «zona Lausberg», appunto dal nome del primo linguista ad individuarla.
La seconda parte del I volume è dedicata alla fonetica. Dopo una descrizione sincronica dei fonemi delle lingue romanze si trova la vera e propria grammatica storica. L'analisi diacronica si concentra prima sul sistema vocalico, poi su quello consonantico. Oltre ai mutamenti linguistici di portata più ampia, come ad esempio quello della perdita della quantità vocalica fonologica, vengono presi in rassegna tutti i fonemi semplici del latino, studiati a seconda della loro posizione, iniziale, interna o finale. A parte sono studiate le consonanti geminate ed i nessi consonantici.
Il II volume è dedicato alla morfologia. Partendo da uno spaccato sincronico del latino, sono considerati i mutamenti in atto già nella fase classica ed arrivati a compimento nella fase del latino volgare. Tra questi, in particolare, la riduzione delle classi nominali, la perdita della distinzione morfologica dei casi, la creazione di forme verbali analitiche. Infine è analizzata l'evoluzione romanza delle singole categorie sintattiche.

### Opere sull'italiano
Le più importanti opere moderne che espongono la grammatica storica dell'italiano sono:
- Grammatica storica della lingua italiana e dei suoi dialetti di Gerhard Rohlfs;
- Grammatica storica dell'italiano di Pavao Tekavčić.

Gerhard Rohlfs, nella sua Grammatica storica della lingua italiana e dei suoi dialetti, adotta principalmente un punto di vista geolinguistico, considerando l'evoluzione dell'italiano standard, ma anche delle forme dialettali di ogni regione d'Italia. Pavao Tekavčić, invece, da un'ottica strutturalista, analizza i processi che portano ai mutamenti linguistici, soffermandosi sulle cause che trasformano la normale variazione linguistica, sempre presente in una lingua viva, in una modifica permanente della struttura dell'italiano.
La differenza d'impostazione fra le due opere le rende quindi entrambe strumenti fondamentali, complementari, per lo studio diacronico dell'italiano. L'opera di Tekavčić è unica come strumento didattico a cui ricorrere per una spiegazione dettagliata di tutti i principali fenomeni evolutivi. Ai volumi di Gerhard Rohlfs invece lo studioso si rivolge spesso per la consultazione della ricchissima mole di materiale linguistico della penisola italiana.

## Fonologia storica dell'italiano

### Classificazione dei mutamenti
Il complesso dei mutamenti linguistici che ha portato dalla lingua latina a quella italiana è solitamente suddiviso in due sezioni, una incentrata sull'evoluzione del vocalismo, l'altra sull'evoluzione del consonantismo.
Un'altra suddivisione riguarda l'impatto dei mutamenti sul sistema: si distinguono fenomeni sistematici, che vanno a modificare il sistema fonologico, creando o eliminando fonemi, e fenomeni di distribuzione, che alterano soltanto la distribuzione dei fonemi, portando a sostituzioni, cadute o inserzioni. Questi ultimi inoltre non coinvolgono generalmente tutta la lingua: avvengono in determinate parole ma non in altre che pure presenterebbero le medesime condizioni, e quindi tradizionalmente sono anche detti accidenti generali.

### Mutamenti fonologici e fonetici
I mutamenti fonologici che hanno portato all'evoluzione romanza sono riconducibili a fenomeni fonetici generali, attivi in moltissime lingue, che però non sempre vanno a modificare il sistema. Nello studio della fonologia storica un primo approccio può consistere nel ricondurre un certo mutamento alla sua origine fonetica. Ad esempio la sonorizzazione settentrionale è ricondotta al fenomeno fonetico della lenizione intervocalica.

Molti di questi fenomeni sono tuttora attivi a livello di variazione fonetica. Ad esempio nell'italiano moderno il fenomeno della palatalizzazione porta ad una allofonia delle occlusive velari, che presentano degli allofoni con articolazione lievemente arretrata davanti all'approssimante [j], e in misura minore davanti alle vocali palatali.
La ristrutturazione del sistema fonologico però non è innescata soltanto dalla variazione fonetica. Così nell'italiano moderno, nonostante la parziale palatalizzazione davanti alle vocali palatali, le occlusive velari rimangono inalterate dal punto di vista fonologico.

Anche fenomeni fonetici che portano a cambiamenti più importanti nella realizzazione fono-articolatoria dei fonemi non comportano per forza una ristrutturazione di questi ultimi. Un esempio è dato dalla lenizione meridionale, che consiste in una parziale assimilazione di sonorità da parte delle occlusive sorde in contesto intervocalico. Dal punto di vista fonetico si tratta quindi di un fenomeno di lenizione intervocalica, analogo alla sonorizzazione settentrionale, che però a differenza di quest'ultima si limita a creare degli allofoni. La sonorizzazione settentrionale ha invece intaccato il sistema e ha portato alla fusione tra i fonemi occlusivi sonori originari e quelli sordi sonorizzati.

### Cause interne ed esterne dei mutamenti
La linguistica storica ha indagato quali fattori portano i fenomeni fonetici ad avere conseguenze fonologiche. Tali fattori possono essere sia di tipo linguistico, cioè interni alla lingua, sia extra-linguistici, cioè esterni alla lingua. Nel caso della sonorizzazione settentrionale, un fattore interno ipotizzato da alcuni linguisti è stato quello di un crollo generale delle opposizioni quantitative, già iniziato nel latino volgare nel sistema vocalico.
Altri linguisti hanno collegato la sonorizzazione al fattore esterno del sostrato, essendo la sua estensione limitata per lo più all'area occidentale di antico stanziamento celtico, la cui lingua presentava un fenomeno simile. Tuttavia la sonorizzazione è presente anche in altre zone, come il Veneto ed il Friuli, dove non può essere impuatata al sostrato.
I mutamenti romanzi che hanno dato origine al contrapporsi di molte ipotesi, senza che se ne affermasse mai una sulle altre, sono molti. Tra gli interrogativi che più hanno segnato la storia della linguistica romanza c'è sicuramente quello sull'origine della dittongazione romanza, oppure sull'origine della gorgia toscana. Nonostante le centinaia di opere e di articoli dedicati ai suddetti problemi, per entrambi permane tutt'oggi l'incertezza. Inoltre, il succedersi degli orientamenti delle scuole linguistiche ha portato ad un cambiamento nell'approccio al mutamento linguistico.

La linguistica moderna di orientamento generativista cerca oggi di concentrarsi sulla descrizione del cambiamento, piuttosto che sulle sue cause strutturali. Dopo il periodo di auge delle tesi sostratistiche, che consideravano le lingue pre-latine il motore delle leggi fonetiche, e dopo la corrente strutturalista, che cercava di riportare il mutamento a fattori interni al sistema, la linguistica moderna ha adottato un atteggiamento più descrittivo. L'indagine della fonologia generativa è soprattutto volta a formulare regole fonologiche che collegano la realizzazione fonetica ad un sistema fonologico soggiacente. Per quanto riguarda la spiegazione della gorgia toscana, ad esempio, la fonologia generativa non ha proposto ipotesi da contrapporre a quella del sostrato etrusco, ma ne ha dato una descrizione fonologica che ha permesso di collegare il fenomeno a quello più generale della lenizione intervocalica.
Nelle tabelle che seguono sono elencate le voci su alcuni dei principali mutamenti linguistici che hanno interessato l'italiano. Una parte di questi ha riguardato già il passaggio dal latino classico al latino volgare, ed ha quindi caratterizzato gran parte le lingue romanze. Alcuni sono addirittura panromanzi, cioè hanno coinvolto le lingue parlate in ogni area della Romània. Tra questi, ha avuto una grandissima portata quello della prima palatalizzazione, poiché ha condotto ad una profonda ristrutturazione del sistema consonantico. La seconda palatalizzazione invece non ha riguardato tutta la Romània. Non è panromanza nemmeno l'evoluzione del vocalismo ad un sistema eptavocalico, perché a fianco ad esso se ne creano altri paralleli. Può invece essere considerata panromanza la tendenza fonetica alla perdita delle opposizioni di quantità vocalica.
Accanto ai mutamenti fonologici dell'italiano (o di più lingue romanze), sono indicati alcuni fenomeni fonetici che vi stanno alla base.

### Evoluzione del sistema vocalico
| Mutamento linguistico    | Processo fonetico |
| ------------------------ | ----------------- |
| Dittongazione romanza    | dittongazione     |
| Devocalizzazione in iato |                   |
| Anafonesi                |                   |

### Evoluzione del sistema consonantico
| Mutamento linguistico          | Processo fonetico |
| ------------------------------ | ----------------- |
| Prima palatalizzazione         | Palatalizzazione  |
| Seconda palatalizzazione       |                   |
| Sonorizzazione settentrionale  | Lenizione         |
| Spirantizzazione delle labiali |                   |
| Betacismo                      |                   |
| Rotacismo                      |                   |

### Storia del latino e dell'italiano
- Latino volgare
- Storia della lingua italiana

### Storia dello spagnolo
- Storia della lingua spagnola
- Riorganizzazione delle sibilanti dello spagnolo
- Mutamento fonetico «f → h» dello spagnolo

### Mutamenti linguistici
- Assimilazione (linguistica)
- Rotazione consonantica
- Metafonesi

| Controllo di autorità | Thesaurus BNCF 29894 |